# Épisodes de Charlie's Angels (série télévisée, 2011)
Cet article présente les épisodes de la série télévisée américaine Charlie's Angels (2011).

## Généralités
- Aux États-Unis, les sept premiers épisodes ont été diffusés entre le 22 septembre 2011 et le 10 novembre 2011 sur le réseau ABC.
- Au Canada, la série a été diffusée simultanément sur CTV et le dernier épisode a été diffusé.
- En France, la série a été diffusée entre le 29 octobre 2012 et le 8 novembre 2012 sur la Canal+ Family. Elle a ensuite été rediffusée sur Canal+ et Canal+ Décalé avant d'être diffusée en clair entre le 4 juillet 2014 et le 18 juillet 2014 sur NT1.
- Au Québec, elle a été diffusée à partir du 2 janvier 2013 sur AddikTV.
- En Suisse, elle a été diffusée partir du 3 mars 2013 sur RTS Un.
- La série reste inédite en Belgique.

### Synopsis
Trois jeunes femmes, belles, intelligentes et indépendantes, et qui ont eu des ennuis avec la justice, se font engager par une agence de détectives privés. Leur patron, Charlie Townsend, les contacte uniquement par téléphone pour leur confier des missions parfois dangereuses.

## Distribution

### Acteurs principaux
- Rachael Taylor (VF : Hélène Bizot) : Abigail « Abby » Sampson, une ancienne cambrioleuse
- Minka Kelly (VF : Marie Diot) : Eve French, une ancienne pilote de rue
- Annie Ilonzeh (VF : Sophie Riffont) : Kate Prince, une ancienne policière de Miami
- Ramón Rodríguez (VF : Damien Ferrette) : John Bosley, un pirate informatique
- Victor Garber (VF : François Dunoyer) : Charles « Charlie » Townsend (voix)

### Acteurs récurrents
- Isaiah Mustafa (VF : Raphaël Cohen) : Inspecteur Ray Goodson, ancien petit-ami de Kate
- John Terry : Victor Sampson, le père d'Abby

### Invités
- Nadine Velazquez (VF : Josy Bernard) : Gloria Martinez, une ancienne militaire (épisode pilote)

## Liste des épisodes

### Épisode 1: Charlie et ses drôle de dames
- États-Unis /  Canada : 22 septembre 2011 sur ABC / CTV
- France : 
  - 29 octobre 2012 sur Canal+ Family
  - 5 janvier 2013 sur Canal+
  - 4 juillet 2014 sur NT1
- Québec : 2 janvier 2013 sur AddikTV
- Suisse : 3 mars 2013 sur RTS Un

- États-Unis : 8,76 millions de téléspectateurs[1] (première diffusion)
- France : 569 000 téléspectateurs

- Nadine Velazquez : Gloria Martinez
- Carlos Bernard : Pajaro/Rodrigo
- Ivana Milicevic : Nadia Ivanov

### Épisode 2: Les anges se déchaines
- États-Unis /  Canada : 29 septembre 2011 sur ABC / CTV
- France : 
  - 30 octobre 2012 sur Canal+ Family
  - 11 juillet 2014 sur NT1

- États-Unis : 7,11 millions de téléspectateurs (première diffusion)
- France : 680 000 téléspectateurs

- Veronica Taylor : Devon Ross
- Jordan Belfi : Mitch Dawson

### Épisode 3:La Croisière des Anges
- États-Unis /  Canada : 6 octobre 2011 sur ABC / CTV
- France : 
  - 31 octobre 2012 sur Canal+ Family
  - 4 juillet 2014 sur NT1

- États-Unis : 5,93 millions de téléspectateurs[2] (première diffusion)
- France : 650 000 téléspectateurs

- Tahyna Tozzi : Amanda Kane
- Nicholas Gonzalez : Roman Stone
- D.B. Woodside : Morgan Finch
- Aerica D'Amaro : Erica Leone
- J. Downing : Rykker

### Épisode 4
- États-Unis /  Canada : 13 octobre 2011 sur ABC / CTV
- France : 
  - 2 novembre 2012 sur Canal+ Family
  - 4 juillet 2014 sur NT1

- États-Unis : 5,906 millions de téléspectateurs[3] (première diffusion)
- France : 400 000 téléspectateurs

- Erica Durance : Samantha Masters
- Krista Kalmus : Tess Walters
- James Morrison : Jon Cartwright
- Elizabeth Peña : Warden Gloria Galvez

### Épisode 5:L'Homme de l'ombre
- États-Unis /  Canada : 20 octobre 2011 sur ABC / CTV
- France : 
  - 5 novembre 2012 sur Canal+ Family
  - 11 juillet 2014 sur NT1

- États-Unis : 5,57 millions de téléspectateurs[4] (première diffusion)

- Alberto Frezza : Wyatt Rice
- Pedro Pascal : Nathan Mercer
- Mark Kiely : Michael Hanson
- Dina Meyer : Jennifer Rice

### Épisode 6:Vengeance Tardive
- États-Unis /  Canada : 3 novembre 2011 sur ABC / CTV
- France : 
  - 6 novembre 2012 sur Canal+ Family
  - 11 juillet 2014 sur NT1

- États-Unis : 5,31 millions de téléspectateurs[5] (première diffusion)

- Peyton List : Zoe Sinclair
- Keram Malicki-Sanchez : Lee Bowen

### Épisode 7:Tueur à Gages
- États-Unis /  Canada : 10 novembre 2011 sur ABC / CTV
- France : 
  - 7 novembre 2012 sur Canal+ Family
  - 18 juillet 2014 sur NT1

- États-Unis : 5,1 millions de téléspectateurs[6] (première diffusion)

- Romeo Miller : Mark Bakale
- Inbar Lavi : Dominique Berry
- Raquel Alessi : Tabitha Williams
- Jeff Moore : Archer Langley

### Épisode 8:Amnésie
- États-Unis : non-diffusé
- Canada : 17 novembre 2011 sur CTV
- France : 
  - 8 novembre 2012 sur Canal+ Family
  - 18 juillet 2014 sur NT1